# Jurij I. Terter
Jurij I. Terter (bolgarsko Георги I Тертер, Georgi I Terter) iz rodbine Terter je od leta 1280 do 1292 vladal kot car Drugega bolgarskega cesarstva, * ni znano, † 1308/1309.
Med njegovim vladanjem se je nadaljevalo hitro propadanje Bolgarije v drugi polovici 13. stoletja. Za razliko od njegovih dveh neposrednih predhodnikov se je Jurij I. obdržal na prestolu več kot desetletje, vendar se ni uspel upreti razdiralnim silam v lastni prestolnici. Notranji problemi so omejili kakršno koli vključevanje v visoko zunanjo politiko in upiranje agresivnim sosedom in roparskim pohodom Mongolov. V kaotičnih letih pred njegovim prihodom na prestol je Bizantinsko cesarstvo osvojilo celo Trakijo, med njegovim vladanjem pa so si preostale posesti v Makedoniji v letih 1282–1284 razdelili Srbi in Bizantinci.  

## Mladost
Jurijevo poreklo ni povsem jasno. Bizantinski viri omenjano, da je imel bolgarske in kumanske prednike. Po priimku sodeč je bil v sorodstvu s kumansko rodbino Terteroba. Imel je najmanj enega brata, Aldimirja, katerega je med njegovim regentstvom ali svojim vladanjem povišal v despota.
Ko je med Ivajlovim uporom leta 1279 Ivan Asen III. postal car v Trnovem, je poskušal utrditi svoj položaj z zavezništvom z Jurijem Terterjem. Slednji se je zato ločil od prve žene Marije in jo skupaj s sinom Teodorjem Svetoslavom poslali kot talca v Bizantinsko cesarstvo. Po ločitvi se je poročil  s Kiro  Marijo Asenino, sestro Ivana Asena III., in dobil naslov despot, najvišji naslov v bizantinsko-bolgarski dvorni hierarhiji.

## Bolgarski car
Ivajlovi uspehi proti Bizantincem so primorali Ivana Asena III., da je zapustil prestolnico in pobegnil v Bizantinsko cesarstvo, s čimer je omogočil Juriju I. Terterju prisvojitev bolgarskega prestola leta 1280. Ko je Jurij izločil tekmeca Ivajla in Ivana Asena III., je leta 1281 sklenil zavezništvo s sicilskim kraljem Karlom I. Anžujskim, Štefanom Dragutinom in Tesalijo  proti Mihaelu VIII. Paleologu.  Zavezništvo je razpadlo zaradi Sicilskih večernic in odcepitve Sicilije leta 1282 in mongolskega pustošenja Bolgarije pod Nogajevim vodstvom. Srbsko podporo je poskušal dobiti s poroko svoje hčerke Ane s srbskim kraljem Štefanom Milutinom leta 1284.  
Po smrti Mihaela VIII. Paleologa leta 1282 se je Jurij I. začel ponovno pogajati z Bizantinci in poskušal doseči vrnitev svoje prve žene. Pogajanja so se končala z dogovorom, da bosta Mariji zamenjali vlogi carice in talke. Po uspešnem posredovanju patriarha Joahima III. se je v Bolgarijo vrnil tudi Teodor Svetoslav in postal očetov sovladar. Po še eni invaziji Mongolov leta 1285 je bil Teodor Svetoslav poslan za talca na Nogajev dvor v Zlato hordo. Tja je bila poslana tudi njegova sestra Helena, ki se je tam poročila z Nogajevim sinom Čako.

## Izgnanstvo in smrt
Jurij I. je iz neznanih razlogov, morda pod pritiskom Mongolov, leta 1292 iskal zatočišče v Bizantinskem cesarstvu. Cesar Andronik II. Paleolog ga sprva ni želel sprejeti, morda zato, ker se je bal spora z Mongoli.  Jurij je v okolici Odrina v težkih razmerah čakal na cesarjevo odločitev in nazadnje dobil dovoljenje za naselitev v Anatoliji. Za naslednjih deset let njegovega življenja ni nobenega zanesljivega podatka. Leta 1301 je  sin Teodor Svetoslav, takrat že bolgarski car,  porazil bizantinsko vojsko in ujel trinajst visokih častnikov, ki jih je zamenjal za svojega očeta.
V Bolgariji se Jurij I. ni pridružil sinu na vladarskem prestolu, ampak je bil prisiljen na življenje v mestu, ki ga je izbral sin. Napis v skalni cerkvi v Ivanovu skopo omenja smrt "carja Gergija" leta 1308/1309.

## Družina
Jurij I. Terter je bil poročen dvakrat.  S prvo ženo, Bolgarko Marijo, je imel dva otroka:
- Teodorja Svetoslava, bolgarskega carja 1300-1322
- Eleno, poročeno s Čako Nogajem, bolgarskim carjem 1299-1300

Z drugo ženo Kiro Marijo, sestro Ivana Asena III., je imel hčerko
- Ano Terter, poročeno s srbskim kraljem Štefanom Milutinom in za njim z Dimitrijem Dukasom Komnenom Kutrulom

## Vir
- John V. A. Fine, Jr. The Late Medieval Balkans.  Ann Arbor, 1987.

| Jurij I. Terter Dinastija TerterRojen: ni znano Umrl: 1308/1309 |                         |                   |
| Vladarski nazivi                                                |                         |                   |
| Predhodnik: Ivan Asen III.                                      | Car Bolgarije 1280–1292 | Naslednik: Smilec |